# Kogurjo-síremlékek
A Kogurjo (Goguryeo)-síremlékek  (hangul: 고구려 고분군, Kogurjo kobungun, handzsa: 高句麗古墳群, RR: Goguryeo gobungun) 30 különálló sírból álló komplexum a Kogurjo (Goguryeo) királyság korából, mely az i. e. 1. századtól az i. sz. 7. századig létezett. Ez Észak-Korea két világörökségi helyszíne közül az egyik. A Kínában és a Koreai-félszigeten feltárt mintegy 10 000 sírból összesen 90-ben találtak falfestményeket.